# Tschochatauri

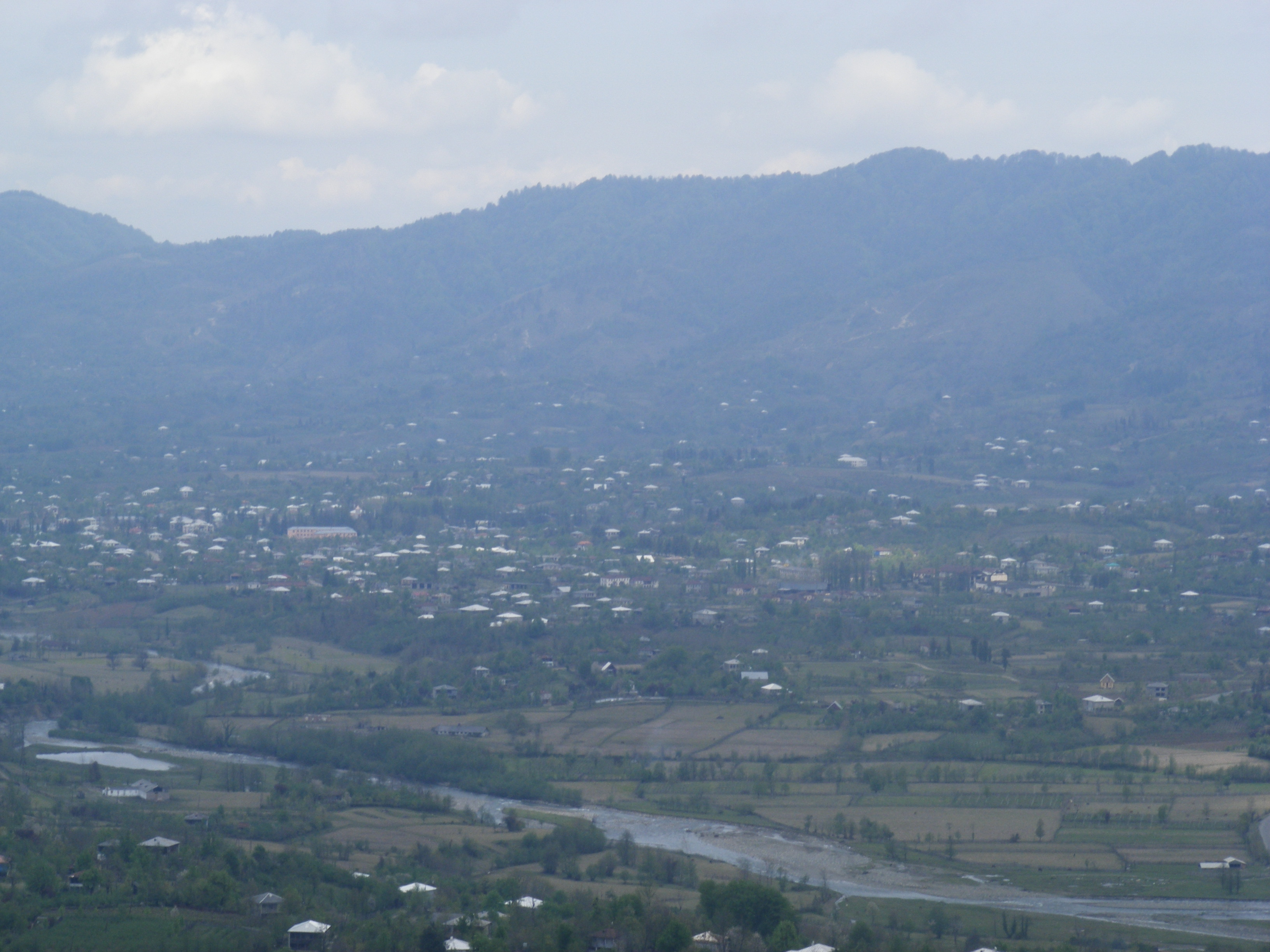
Tschochatauri

Tschochatauri (georgisch ჩოხატაური) ist eine Kleinstadt (georgisch Daba) im Westen Georgiens, in der Region Gurien. Sie ist Verwaltungssitz der gleichnamigen Munizipalität Tschochatauri und hat etwa 1815 Einwohner (2014).

## Lage
Der Ort liegt gut 210 km Luftlinie westlich der Hauptstadt Tiflis und gut 20 km nordöstlich der Regionshauptstadt Osurgeti, im oberen (östlichen) Teil eines weiten Tales, das vom 40 km westlich in das Schwarze Meer mündenden Fluss Supsa durchflossen wird. Südlich des Tals steigt allmählich der Meschetische (oder Adscharisch-Imeretische) Gebirgszug allmählich bis auf fast 2800 m über den Meeresspiegel an, während das Tal im Norden von einem knapp 700 m hohen Mittelgebirgskamm von der Kolchischen Tiefebene getrennt ist.

## Geschichte
Seit 1930 Verwaltungszentrum eines Rajons der Georgischen SSR, erhielt das Dorf Tschochatauri 1947 den Status einer Siedlung städtischen Typs (entsprechend dem heutigen daba, Kleinstadt).
Einwohnerentwicklung
| Jahr | Einwohner |
| ---- | --------- |
| 1959 | 2622      |
| 1970 | 2136      |
| 1979 | 2361      |
| 1989 | 2633      |
| 2002 | 2123      |
| 2014 | 1815      |

Anmerkung: Volkszählungsdaten

## Kultur und Sehenswürdigkeiten
In Tschochatauri gibt es ein Heimatmuseum und ein Volkstheater. Auf dem Territorium der Munizipalität liegen der balneologische Kurort Nabeglawi sowie in 2050 m Höhe der Erholungsort Bachmaro.

## Wirtschaft und Infrastruktur
Tschochatauri ist Zentrum eines Landwirtschaftsgebietes mit vorwiegendem Anbau von Wein und Tee sowie Milchviehhaltung.
Durch den Ort führt eine Straße, die von Sadschawacho in der Kolchisebene südlich Samtredia kommend weiter über Osurgeti nach Kobuleti an der Küstenstraße in Richtung Adscharien führt. Im 20 Kilometer nördlich gelegenen Sadschawacho befindet sich an der Strecke Samtredia – Batumi auch die nächstgelegene Bahnstation.

## Söhne und Töchter des Ortes
- Tschitschiko Bendeliani (ჭიჭიკო ბენდელიანი, 1914–1944), Fliegerass der Roten Armee, Held der Sowjetunion